# Arquimínio Rodrigues da Costa
D. Arquimínio Rodrigues da Costa (chinês tradicional: 高秉常, chinês simplificado: 高秉常, pinyin: Gao Bingchang), GOM • GCM, (São Mateus do Pico, 8 de julho de 1924 — São Mateus do Pico, 12 de setembro de 2016) foi um bispo católico que entre 1976 e 1988 foi Bispo de Macau. Foi o último bispo de etnia portuguesa da Diocese de Macau, que desde 1999 é uma região administrativa especial da República Popular da China.

## Biografia
Arquimínio Rodrigues da Costa nasceu na freguesia de São Mateus, no concelho de Madalena, na Ilha do Pico, (Açores), no dia 8 de julho de 1924. Em 1938, foi levado para Macau, que naquela época era uma colónia portuguesa no sul da China, onde ingressou no Seminário de São José, no âmbito do padroado português do Oriente.

### Sacerdócio
Em junho de 1949, completou o curso de teologia no Seminário de São José e recebeu a ordenação presbiteral no dia 6 de outubro do mesmo ano. Entre 1949 e 1953, foi prefeito de disciplina do Seminário e, entre 1955 e 1956, foi reitor interino deste estabelecimento de ensino.
Visitou a sua terra natal no ano de 1956, e pouco tempo depois, em 1957, inscreveu-se no curso de direito canónico na Pontifícia Universidade Gregoriana, em Roma, concluindo a respetiva licenciatura em 1959. De novo em Macau, foi nomeado professor e prefeito de disciplina do Seminário de São José. Em novembro de 1961, foi elevado a reitor efetivo do Seminário.
Foi nomeado Governador do Bispado, em 1963 e novamente em 1965, devido à ausência do então Bispo de Macau, D. Paulo José Tavares, por causa da sua participação no Concílio Vaticano II (1962-1965). Posteriormente, entre 1968 e 1969, ensinou as disciplinas de filosofia e latim no Seminário de Aberdeen, em Hong Kong. Ali, exerceu também as funções de prefeito de Estudos do Curso Filosófico.
No dia 14 de junho de 1973, foi eleito pelo Cabido da Sé de Macau para o cargo de vigário capitular da Diocese de Macau.

### Bispo de Macau (1976-1988)
No dia 20 de janeiro de 1976, o Papa Paulo VI nomeou-o Bispo de Macau, sucedendo ao também açoriano D. Paulo José Tavares. Foi sagrado bispo na Sé Catedral no dia 25 de março daquele ano. No governo da diocese, ele realizou diversas contribuições importantes: resolveu vários problemas financeiros e administrativos da diocese; fundou cinco novos centros pastorais; criou em 1974, ainda como vigário capitular, o Centro Diocesano dos Meios de Comunicação Social (CDMCS); e organizou a Associação das Escolas Católicas de Macau e a Associação das Religiosas de Macau.
No verão de 1983, visitou novamente a sua terra natal, e, em vez de descansar e gozar as suas férias, começou logo a trabalhar, contactando com o povo açoriano, principalmente com os residentes da freguesia de São Mateus, e participando nas maiores manifestações de fé do Pico e do Faial.
Em 1987, indicou Domingos Lam Ka-tseung para bispo-coadjutor de Macau e seu futuro sucessor. No dia 6 de outubro de 1988, a Santa Sé aceitou o pedido de resignação feito por D. Arquimínio.

### Reforma e morte
A partir de janeiro de 1989, já como bispo-emérito de Macau, fixou novamente residência na sua terra natal, na freguesia açoriana de São Mateus. Ocupou-se, em parte, na recuperação da quinta que pertencera ao seu pai. Faleceu na sua freguesia natal a 12 de Setembro de 2016, aos noventa e dois anos de idade.

## Condecorações
- No dia 10 de junho de 1984, recebeu do Governo Português o grau de Grande-Oficial da Ordem do Mérito.
- Em 1986, recebeu da Universidade da Ásia Oriental, de Macau, o grau de doutor honoris causa em filosofia.
- No dia 7 de novembro de 1988, foi agraciado com o grau de Grã-Cruz da Ordem do Mérito.